# Gierszowice
Gierszowice [pronunciación en polaco: /ɡʲɛrʂɔˈvit͡sɛ/] (alemán Giersdorf) es un pueblo ubicado en el distrito administrativo de Gmina Olszanka, dentro del Distrito de Brzeg, Voivodato de Opole, en el sur de Polonia occidental. Se encuentra aproximadamente a 3 kilómetros al noreste de Olszanka, a 8 kilómetros al sur de Brzeg, y a 34 kilómetros al noroeste de la capital regional Opole.
Antes de 1945, el área fue parte de Alemania.